# Викинг (ракета)
«Викинг» — американская геофизическая ракета. Была разработана и построена компанией Glenn L. Martin Company (ныне Lockheed-Martin) под заказу Военно-морской исследовательской лаборатории США (NRL). Двенадцать ракет «Викинг» летали с 1949 по 1955 год, собирая научные данные о верхних слоях атмосферы.